# Jürgen Theuerkauff
Jürgen Wolfgang Theuerkauff (* 8. September 1934 in Berlin; † 5. September 2022 in Bonn) war ein deutscher Fechter, der sowohl mit dem Säbel als auch mit dem Florett erfolgreich war.

## Leben
Der Fechter vom OFC Bonn war bis 1968 der erfolgreichste deutsche Fechter der Nachkriegszeit. 1957, 1959, 1961, 1963 und 1965 war er Deutscher Meister mit dem Säbel; 1958, 1963, 1965 und 1966 war er Deutscher Meister mit dem Florett. Mit der Mannschaft des OFC Bonn war er von 1956 bis 1968 dreizehnmal in Folge Deutscher Mannschaftsmeister im Florettfechten und von 1964 bis 1968 fünfmal in Folge im Säbelfechten.
Vor den Olympischen Spielen 1960 in Rom heiratete er seine Bonner Vereinskameradin Gudrun Vorbrich, die bei den Spielen in Rom mit der Damenmannschaft Vierte wurde. Er selbst kam im Säbelfechten in die Runde der letzten 24 und im Mannschaftswettbewerb der Säbelfechter scheiterte er mit dem deutschen Team im Viertelfinale an Polen. Mit der Florettmannschaft zusammen mit Jürgen Brecht, Tim Gerresheim und Eberhard Mehl verlor er im Halbfinale gegen die späteren Olympiasieger aus der Sowjetunion, gewann aber gegen die Ungarn im Kampf um Bronze. Dafür wurde er am 9. Dezember 1960 mit dem Silbernen Lorbeerblatt ausgezeichnet.
Vier Jahre später bei den Olympischen Spielen 1964 erreichte Jürgen Theuerkauff mit dem Säbel erneut die Runde der letzten 24 und wurde mit der Mannschaft Sechster. Mit der Florettmannschaft belegte er Platz 5. Bei seiner dritten Teilnahme an Olympischen Spielen 1968 in Mexiko-Stadt wurde er mit der Florettmannschaft nochmals Sechster. In dieser Mannschaft focht auch Friedrich Wessel, ebenfalls vom OFC Bonn, der mit seinen Weltmeistertiteln 1969 und 1970 noch größere Erfolge feiern sollte.
Nach den Olympischen Spielen 1968 zog sich Jürgen Theuerkauff gemeinsam mit seiner Frau, mit der er mittlerweile drei Kinder hatte, vom Leistungssport zurück.